# لن الیور
لن الیور (به انگلیسی: Len Oliver) بازیکن فوتبال زادهٔ ۱ اوت ۱۹۰۵ اهل کشور انگلستان بود که سابقهٔ بازی در تیم ملی فوتبال انگلستان را در کارنامهٔ خود دارد. وی در تاریخ ۱۱ مه ۱۹۲۹ تنها بازی ملی خود را در مقابل تیم ملی فوتبال بلژیک انجام داد.